# Саммаська сільська рада
Са́ммаська сільська рада (ест. Samma külanõukogu, рос. Саммаский сельский совет) — сільська рада в Естонській РСР, адміністративно-територіальна одиниця в складі повіту Вірумаа (1945—1950) та Ківіиліського району (1950—1954).

## Населені пункти
Сільській раді підпорядковувалися села: Самма (Samma), Воорсе (Voorse), Метсавялья (Metsavälja), Пікарісті (Pikaristi), Варуді (Varudi), Пада (Pada), Тооміку (Toomiku).

## Історія
13 вересня 1945 року на території волості Магу у Віруському повіті утворена Саммаська сільська рада з центром у селі Самма.
26 вересня 1950 року, після скасування в Естонській РСР повітового та волосного поділу, сільська рада ввійшла до складу новоутвореного Ківіиліського сільського району.
17 червня 1954 року в процесі укрупнення сільських рад Естонської РСР Саммаська сільська рада ліквідована, а її територія склала південно-східну частину Віру-Ніґуласької сільської ради.